# کی کانکو
کی کانکو (ژاپنی: 金子 恵؛ زادهٔ ۱۶ دسامبر ۱۹۸۳) یک بازیکن فوتبال اهل ژاپن است.
از باشگاه‌هایی که در آن بازی کرده‌است می‌توان به باشگاه فوتبال تسپاکوستاسو گونما اشاره کرد.